# 周棨
周棨（1470年—？），字國信，直隶神武中衛軍籍，浙江嵊縣人，明朝政治人物。

## 生平
通州學生，弘治十一年戊午科順天府鄉試第五十七名舉人。弘治十二年（1499年）中式己未科會試第一百三十三名，三甲第一百十三名進士。官徐州蕭縣知縣。

## 家族
曾祖周文鼎；祖周玻；父周通。母张氏；继母崔氏。具庆下。